# Peter Pan
Peter Pan je lik, ki ga je ustvaril škotski novelist in dramatik J.M. Barrie (1860–1937). Prebrisan fantič s sposobnostjo letenja zavrača idejo o odraščanju in svoje večno otroštvo, polno dogodivščin, preživlja v deželi Nikoli, kjer je vodja svoje druščine Izgubljenih fantov. V življenju se srečuje z morskimi deklicami, pirati, Indijanci in vilami, od časa do časa pa spozna tudi otroke iz resničnega sveta.

## Zgodovina
Peter Pan se je prvič pojavil v Barriejevem delu The Little White Bird, ki je bilo leta 1902 napisano za odrasle bralce. Po zelo pozitivnem odzivu na igro o Petru Panu leta 1904, se je založba Hodder and Stoughton odločila podaljšati tista poglavja knjige The Little White Bird, v katerih je nastopal Peter Pan, in jih ponovno izdati, tokrat pod noslovom Peter Pan in Kensington Gardens.
Leta 1911 je knjiga kot roman izšel pod naslovom Peter and Wendy, kasneje kot Peter Pan and Wendy in nazadnje preprosto kot Peter Pan.
Peter Pan se je pojavil v številnih televizijskih priredbah, filmih ter nadaljevankah, med drugim tudi v vsesplošno znanem animiranem Disneyevem filmu Peter Pan ter kar nekaj mjuziklih.

## Videz
Barrie nikoli podrobno ni opisal Petrovega izgleda, niti v romanu Peter and Wendy, tako da je veliko prepuščenega bralčevi domišljiji. V romanu pa enkrat omeni, da ima Peter še vse mlečne zobe. Opiše ga kot lepega dečka s čudovitim nasmehom, v igri pa nosi obleko iz jesenskega listja in pajkove mreže. Njegovo ime in igranje piščali namigujeta na podobnost z mitološkim bitjem Panom. 
Tradicionalno je Petra igrala odrasla ženska, predvsem zaradi tega, ker v igri nastopajo otroci, še mlajši od glavnega junaka, tako da ga zelo redko na odru vidimo v »originalnih« oblačilih.
V Disneyevih filmih Peter nosi enostavno obleko, zeleno tuniko s kratkimi rokavi, bombažne hlače in kapo s peresom. Ima škratovska ušesa in oranžkaste lase.